# György mecklenburg–strelitzi nagyherceg
György (Hannover, 1779. augusztus 12. – Carpin, 1860. szeptember 6.) 1816-tól Mecklenburg-Strelitz nagyhercege.

## Élete
Hannoverban nőt fel mert az apja a Braunschweig-Lüneburgi Választófejedelemség kormányzója volt.
György 1795-ben iratkozott be a Rostocki Egyetemre.
Georg hűen ellenezte a mecklenburgi forradalmat (1848) amelynek célja Mecklenburg modern alkotmányos állammá alakítása alkotmányos monarchiával.

## Házasságai, gyermekei

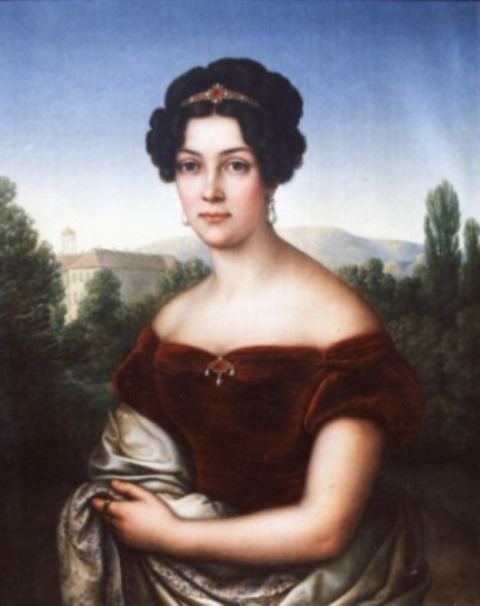
Mária

1817-ben feleségül vett  Mária hessen–kasseli hercegnőt (1796–1880). Ő tehetséges festő volt. 
A házasságból négy gyermek született:
- Lujza (1818–1842)
- II. Frigyes Vilmos (1819–1904)
- Karolina Marianna (1821–1876) ∞ (1841–1846) VII. Frigyes dán király (1808–1863)
- György Ágost mecklenburg–strelitzi herceg (1824–1876) ∞ Jekatyerina Mihajlovna Romanova orosz nagyhercegnő (1827–1894)

## Fordítás
- Ez a szócikk részben vagy egészben  a   Georg (Mecklenburg) című német Wikipédia-szócikk fordításán alapul.  Az eredeti cikk szerkesztőit annak laptörténete sorolja fel. Ez a jelzés csupán a megfogalmazás eredetét és a szerzői jogokat jelzi, nem szolgál a cikkben szereplő információk forrásmegjelöléseként.